# Shirley Temple (cocktail)
Lo Shirley Temple è un cocktail analcolico che si suppone sia stato inventato all'hotel Royal Hawaien di Waikiki, nelle Hawaii, in onore dell'attrice bambina Shirley Temple negli anni trenta, e successivamente riproposto dai baristi in tutto il mondo. Si ottiene miscelando due parti di ginger ale con una parte di sciroppo di granatina.

## Composizione e preparazione
La ricetta originale prevede:
- 15 ml di sciroppo di granatina
- colmare con ginger ale

Il cocktail va preparato in un bicchiere alto di tipo juice oppure un collins o un generico tumbler, e servito fresco con ghiaccio oppure liscio e guarnito con una o più ciliegie candite e/o con un disco di limone.

## Varianti
Roy Rogers: Sostituendo il ginger ale con la cola si ottiene quest' altro famoso cocktail analcolico. Va preparato senza aggiunta di acqua aromatizzata.
Bend over Shirley: 40 ml di vodka, 15 ml di sciroppo di granatina, colmare con sprite.

## Lo Shirley Temple nella cultura di massa
Nel videogioco Monkey Island 2: LeChuck's Revenge la bevanda è citata in un dialogo tra il protagonista e il gestore di un bar di Scabb Island, il quale sarcasticamente gli propone tale analcolico per la ragion del fatto che egli sarebbe troppo giovane per bere il grog.
Nella nona puntata della terza stagione della serie Santa Clarita Diet una delle protagoniste, Abby, afferma di essere troppo piccola per il whiskey e di preferire uno Shirley Temple, successivamente ruba da un bar delle ciliegie candite e le mangia bevendo una Sprite.
Nel terzo episodio della prima stagione della serie televisiva Il ritorno di Colombo, indagando su un misterioso omicidio avvenuto in una clinica di terapia sessuale, il tenente Colombo finisce a fare domande ad un istruttore barman che in un bar impartisce lezioni su come si preparino i cocktail. Nella fattispecie, il maestro assegna il compito agli allievi di preparare il loro primo cocktail che sarà uno Shirley Temple e, a sua volta, rispondendo alle domande, ne prepara uno per offrirlo al poliziotto che gradisce molto, giudicandolo eccellente.
Nel film A Christmas Story Christmas, Flick nel suo bar offre uno Shirley Temple al giovane Mark Parker mentre è al bancone con suo padre Ralph.